# Kazimierz Zając (ekonomista)
Kazimierz Zając (ur. 20 września 1916 w Krośnie, zm. 6 maja 2012) – polski ekonomista i statystyk, profesor nauk ekonomicznych o specjalności modelowanie zjawisk gospodarczych i statystyka, w czasie II wojny światowej żołnierz Armii Krajowej.

## Życiorys
Urodził się w Krośnie, w czasie II wojny światowej był żołnierzem AK. Tytuł profesorski otrzymał w 1971 w dziedzinie nauk ekonomicznych. Od 1971 był profesorem Akademii Ekonomicznej w Krakowie, od 1977 był wykładowcą Uniwersytetu Jagiellońskiego. Zajmował się ekonomiczną analizą budżetów domowych, zaproponował nowy model dynamiki rozkładu płac, przeprowadził po raz pierwszy taksonomiczną analizę zbioru województw, korzystając z oceny parametrów funkcji trendów opisujących dynamikę płac. W samej Akademii Ekonomicznej wypromował 24 doktorów i sprawował opiekę nad 22 habilitantami. Wykonał ponad 60 recenzji habilitacji. Pełnił urząd prodziekana Wydziału Towaroznawstwa WSE, prodziekana Wydziału Produkcji i Obrotu Towarowego, a wreszcie dziekana Wydziału Ekonomiki Obrotu. Od 1965 roku pełnił funkcję kierownika katedry Statystyki. Przyczynił się do jej rozwoju i powstania Instytutu Statystyki, Ekonometrii i Informatyki. Pełnił różne funkcje w kilku komitetach Polskiej Akademii Nauk. Był również w latach 1965 - 1995 r. członkiem rady naukowej GUS.
Doktor honoris causa Akademii Ekonomicznej w Katowicach.
Jego żoną była Barbara Niedzielska-Zając (1928-2017). Jest pochowany na Cmentarzu Salwatorskim w Krakowie.

## Wybrane dzieła
- Ekonometryczna analiza budżetów domowych (1966)
- Ekonomiczne metody ustalania rejonów konsumpcji (1978)
- Zarys metod statystycznych (1988)
- Metody wielowymiarowej analizy porównawczej w badaniach rozwoju demograficznego (1991, współautor),
- Matematyczne modele procesów innowacji (1992, współautor)

## Odznaczenia[4]
- Krzyż Komandorski Orderu Odrodzenia Polski
- Krzyż Kawalerski Orderu Odrodzenia Polski
- Złoty Krzyż Zasługi
- Medal Komisji Edukacji Narodowej